# Aethotaxis mitopteryx
Aethotaxis mitopteryx és una espècie de peix pertanyent a la família dels nototènids i l'única del gènere Aethotaxis. És capaç de viure fins als 850 m de fondària. Es troba a l'oceà Antàrtic.

## Subespècies
- Aethotaxis mitopteryx mitopteryx (DeWitt, 1962)
- Aethotaxis mitopteryx pawsoni (Miller, 1993)[7][8]